# Scalimelania
Scalimelania is een geslacht van uitgestorven weekdieren uit de klasse van de Gastropoda (slakken).

## Soort
- Scalimelania ptychophora (Brusina, 1897) †